# Daphne alpina
Daphne alpina L. è una pianta cespugliosa appartenente alla famiglia delle Thymelaeaceae.

## Descrizione
Arbusto alto 20 –50 cm; rami contorti con corteccia fratturata trasversalmente e punteggiata di chiazze scure; foglie verdi-opache caduche, rivestite di corti peli soffici, di forma da ellittiche a allungate con la metà superiore allargata (spatolate), lunghe dai 20 ai 35 mm.; fiori, in numero di 2 - 6, raggruppati in fascetti apicali; perianzio con tubo di 4–9 mm. bianco verdastro e lacinie bianco latte, triangolari acuminate.
Tutte le specie del genere Daphne sono variamente velenose.

## Distribuzione e habitat
La specie ha un areale europeo (Austria, Bulgaria, Francia, Italia, Svizzera, ex-Jugoslavia).
Pianta poco comune, fiorisce da giugno a luglio su rupi, pascoli, arbusteti da 1400 a 2300 m.